# Алексеево (Кирилловский район)
Алексеево — деревня в Кирилловском районе Вологодской области.
Входит в состав Николоторжского сельского поселения, с точки зрения административно-территориального деления — в Николо-Торжский сельсовет.
Расстояние по автодороге до районного центра Кириллова — 31 км, до центра муниципального образования Никольского Торжка — 6 км. Ближайшие населённые пункты — Ситское, Дюнево, Конютино.
По переписи 2002 года население — 7 человек.